# Naha (Okinawa)
Naha (Japans: 那覇市,  Naha-shi ) is de hoofdstad van de Japanse prefectuur Okinawa. Op 1 maart 2008 had de stad een geschatte bevolking van 314.067 inwoners. De bevolkingsdichtheid bedroeg 8010 inw./km². De oppervlakte van de stad is 39,23 km². De moderne stad Naha werd gesticht op 20 mei 1921.

## Geschiedenis

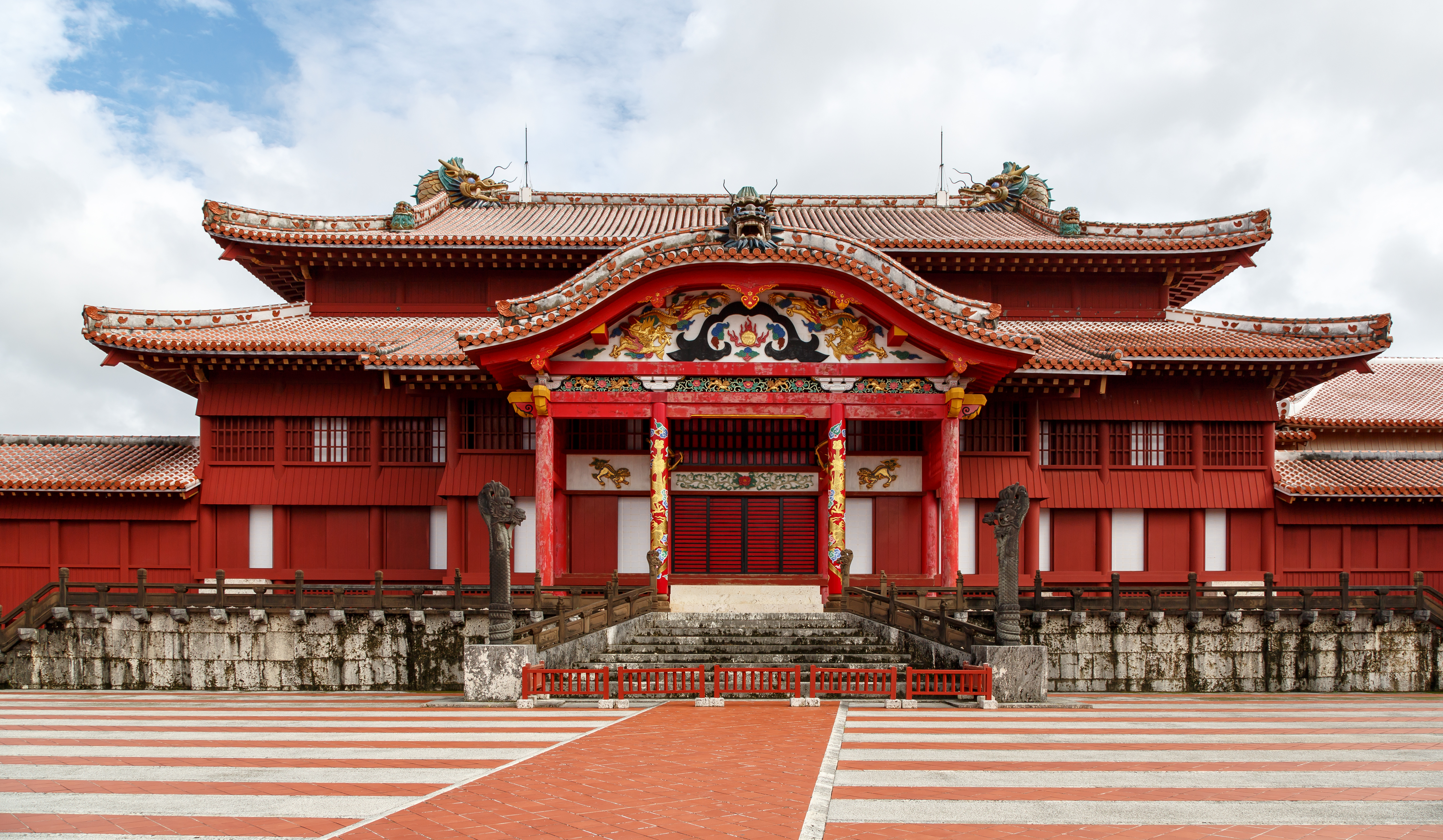
Kasteel Shuri in Naha

Voordat Okinawa deel ging uitmaken van Japan, was Naha de hoofdstad van het Koninkrijk Riukiu vanaf de vroege 15e eeuw tot zijn afschaffing in 1879.
Een belangrijke toeristische attractie was jarenlang een reconstructie uit 1992 van het 14e-eeuws Shuri-kasteel, die was opgenomen op de werelderfgoedlijst van UNESCO, die in oktober 2019 echter grotendeels afbrandde.

## Vervoer
Naha is de centrale plaats binnen zuidelijk Japan en is goed verbonden met noordelijk Japan. De stad heeft een containerhaven en een luchthaven. Naha Airport is binnen de regio van de Riukiu-eilanden het belangrijkste vliegveld.
De monorail van Naha (ook bekend als Yui Rail) verbindt het vliegveld met het centrum van Naha. De eindhalte, station Shuri, is dicht bij kasteel Shuri gelegen.

## Stedenband
- Honolulu (Verenigde Staten)
- São Vicente (Brazilië)

## Geboren in Naha
- Shingo Akamine (1983), voetballer
- Edward Foulkes (1990), darter